# 174567 Varda
(174567) Varda (voorlopige aanduiding 2003 MW12) is een binair Transneptunisch object van de resonante populatie van de Kuipergordel, gelegen in het buitenste gebied van het zonnestelsel. Zijn maan, Ilmarë, werd ontdekt in 2009.
Brown schat dat het, met een absolute magnitude van 3,5 en een berekende diameter van ongeveer 700-800 kilometer, waarschijnlijk een dwergplaneet is. Grundy et al stellen echter dat objecten zoals Varda, in het groottegebied van 400–1000 km, met albedo's van minder dan ≈0,2 en dichtheden van ≈1,2 g/cm³ of minder, waarschijnlijk nooit zijn gebotst tot volledig vaste lichamen, laat staan gedifferentieerd, en dus hoogst onwaarschijnlijk dwergplaneten zijn.

## Ontdekking
Varda werd ontdekt in maart 2006, met gebruikmaking van opnamen van 21 juni 2003 door Jeffrey A. Larsen met de Spacewatch telescoop als onderdeel van een United States Naval Academy Trident Scholar project.

## Baan
Hij draait eens in de 307,4 jaar (ruim 112.000 dagen; halve lange as van 45,5 AE) rond de Zon op een afstand van 39,0-52,1 AE. Zijn baan heeft een excentriciteit van 0,14 en een inclinatie van 21,5° ten opzichte van de ecliptica. In november 2019 stond Varda op 47,5 AE van de zon. Hij zal rond januari 2097 zijn perihelium bereiken. Hij is 321 keer waargenomen in 23 opposities, met voorontdekte beelden die teruggaan tot 1980.

## Maan
Varda heeft ten minste één maan, Ilmarë (of Varda I), die in 2009 werd ontdekt. De diameter van deze maan wordt geschat op ongeveer 350 km (ongeveer 50% van die van zijn primaire maan) en hij vormt 8% van de massa van het systeem, ofwel 2×1019 kg, ervan uitgaande dat zijn dichtheid en albedo dezelfde zijn als die van Varda.
Het Varda-Ilmarë-systeem is nauw verbonden, met een halve lange as van 4809±39 km (ongeveer 12 Varda-stralen) en een omlooptijd van 5,75 dagen.

## Fysische eigenschappen
Gebaseerd op zijn schijnbare helderheid en verondersteld albedo, is de geschatte gecombineerde afmeting van het Varda-Ilmarë-systeem 792+91–84 km, waarbij de afmeting van de primaire component wordt geschat op 722+82–76 km. De totale massa van het dubbelstersysteem is ongeveer 2,66×1020 kg. De dichtheid van zowel de primaire als de maan wordt geschat op ongeveer 1,24 g/cm³, ervan uitgaande dat ze een gelijke dichtheid hebben. Aan de andere kant, als de dichtheid of het albedo van de maan lager is dan die van de primaire dan zal de dichtheid van Varda hoger zijn tot 1,31 g/cm³.
Op 10 september 2018 werd de geprojecteerde diameter van Varda gemeten op 766±6 km via een stellaire occultatie, met een geprojecteerde oblateness van 0,066±0,047. De equivalente diameter is 740 km, consistent met eerdere metingen. Gegeven Varda's equivalente diameter afgeleid van de occultatie, is zijn geometrische albedo gemeten op 0,099, waardoor het net zo donker is als de grote plutino 208996 Achlys. De grote onzekerheid in Varda's rotatieperiode levert verschillende oplossingen op voor zijn dichtheid en ware afplatting; gegeven een rotatieperiode van 5,91 of 11,82 uur, zouden zijn bulkdichtheid en ware afplatting respectievelijk 1,78±0,06 g/cm³ en 0,235 of 1,23 g/cm³ en 0,080 kunnen zijn.
De oppervlakken van zowel de primaire als de maan lijken rood te zijn in het zichtbare en nabij-infrarode deel van het spectrum (spectraalklasse IR), waarbij Ilmarë iets roder is dan Varda. Het spectrum van het stelsel vertoont geen waterabsorptie maar vertoont aanwijzingen voor methanolijs. De omwentelingsperiode van Varda wordt geschat op 5,91 uur.